# 엠마뉴엘 7
《엠마뉴엘 7》(Emmanuelle Au 7eme Ciel, Emmanuelle 7)은 프랑스에서 제작된 프란시스 르로이 감독의 1993년 영화이다. 실비아 크리스텔 등이 주연으로 출연하였다.

## 출연

### 주연
- 실비아 크리스텔
- 캐롤라인 로렌스

### 조연
- 로라 딘
- 로베르토 말론